# Kyynäräjärvi
Kyynäräjärvi är en sjö i Finland. Den ligger i Salo stad i landskapet Egentliga Finland, i den södra delen av landet, 90 km väster om huvudstaden Helsingfors. Kyynäräjärvi ligger 68,3 meter över havet. Arean är 65,7 hektar och strandlinjen är 7,52 kilometer lång. Sjön  ingår i Kisko ås och Bjärnå å huvudavrinningsområde.   I omgivningarna runt Kyynäräjärvi växer i huvudsak barrskog.